# Оліфент (Пенсільванія)
Оліфент (англ. Olyphant) — місто (англ. borough) в США, в окрузі Лекаванна штату Пенсільванія. Розташоване за 8 км на північний схід від Скрентона біля річки Лакаванне у центрі вугільної області США. Населення за переписом 2010 року складало 5151 особа, 7 % з яких — українці. 
Основним джерелом зайнятості населення був видобуток і доставка вугілля. Раніше також були розвиненими виробництва вибухової речовини, заліза і товарів зі сталі, сигари, шовк тощо. Оліфент відчув серйозний спад у 1950-х роках. В центрі міста ще нещодавно діяли фабрики процвітаючої швейної промисловості, що масово випускали сукні. Там також функціонувала бійня.
Нині найбільш розвинуті галузі — це виробництво компакт-дисків (CD) та цифрових відео-дисків (DVD-диск). 

## Географія
Оліфент розташований за координатами 41°27′5″ пн. ш. 75°34′32″ зх. д. / 41.45139° пн. ш. 75.57556° зх. д. (41.451491, -75.575646).  За даними Бюро перепису населення США в 2010 році місто мало площу 14,25 км², з яких 14,08 км² — суходіл та 0,17 км² — водойми.

## Демографія
Згідно з переписом 2010 року, у селищі мешкала 5151 особа в 2324 домогосподарствах у складі 1357 родин. Густота населення становила 362 особи/км².  Було 2521 помешкання (177/км²).
Расовий склад населення:
| - 96,2 % — білих - 1,6 % — чорних або афроамериканців - 0,3 % — азіатів - 0,1 % — корінних американців |

До двох чи більше рас належало 1,1 %. Частка іспаномовних становила 3,4 % від усіх жителів.
За віковим діапазоном населення розподілялося таким чином: 19,3 % — особи молодші 18 років, 63,7 % — особи у віці 18—64 років, 17,0 % — особи у віці 65 років та старші. Медіана віку мешканця становила 42,6 року. На 100 осіб жіночої статі у селищі припадало 91,9 чоловіків;  на 100 жінок у віці від 18 років та старших — 88,0 чоловіків також старших 18 років.
Середній дохід на одне домашнє господарство  становив 57 898 доларів США (медіана — 45 506), а середній дохід на одну сім'ю — 79 575 доларів (медіана — 70 625). Медіана доходів становила 42 019 доларів для чоловіків та 32 852 долари для жінок. За межею бідності перебувало 17,6 % осіб, у тому числі 36,3 % дітей у віці до 18 років та 3,5 % осіб у віці 65 років та старших.
Цивільне працевлаштоване населення становило 2452 особи. Основні галузі зайнятості: освіта, охорона здоров'я та соціальна допомога — 30,4 %, фінанси, страхування та нерухомість — 10,6 %, виробництво — 10,4 %.

## Освіта
У період як вугільна промисловість з видобутку антрациту процвітала в містечку було побудовано декілька шкіл: Школа Колумбу в секції Смокетоун, Вашингтонська школа та Школа Рузвельта на ділянці Ферн Хілл, школа Лінкольна на ділянці трасових островів, а також школа з трьох кімнат в селі Андервуд і однокімнатна школа в Маршвуді. Там була Центральна школа для учнів початкової школи, які жили в центрі та в розділі «Квартири». Додаток до Центральної школи — Оліфентська старша середня школа. Крім того, Оліфентська середня школа знаходилася в окремому будинку.
Зі скороченням населення, школи на околиці були закриті і зруйновані. У 1969 р. Райони Оліфант, Діксон і Трюп шкільні округи об'єднувалися до Шкільного округу Середньої долини. Середня школа «Оліфен» стала старшою середньою школою середньої долини.  10 лютого 1977 р. Департамент праці та промисловості штату Пенсильванія закрив початкову школу Оліфена та її філію. Учні початкової школи були переміщені до мерії Середньої долини середньої школи в місті Діксон. Переміщені студенти середньої школи та старшокласники відвідали заняття в старшій школі на поділених сесіях. Врешті-решт, були побудовані нові школи. В даний час Шкільний округ Середньої долини має єдину початкову школу та одну загальноосвітню школу на вулиці Андервуд в Тхрупп

Аж до середини 1970-х років, при кожній католицькій парафії була церковно-приходська школа: Святого Патріка, Святого Михайла і Святого Духа. Українська католицька школа Святих Кирила і Мефодія  функціонувала довше, але в кінцевому підсумку було також закрита.
Крім того існують приватні католицькі школи в сусідніх муніципалітетах. Початковий кампус Академії Ла-Саль-Ан в місті Діксон — для студентів дошкільного віку для 3 клас. Головний кампус в Джессопі — для студентів 4-8 класів. Учні старшокласники можуть відвідувати середню школу єпископа О'Хара в Данморі та Спринтонську підготовчу школу в Скрентоні.

## Відомі люди
Спочатку район був названий Королевою Сіті, але пізніше спільнота отримала назву Джорджа Тальбота Оліфанта, голови компанії «Делавер» та компанії «Хадсон Канал».
- Бродвейська актриса Джуді Маклейн (Мамма Міа!) народилася в Скрентоні, хоча вона заявляє в інтерв'ю, що її «рідне місто Оліфент»[8] і вона була «піднята біля Скрантона.»[9]
- Майк Газелла — вдало виступав у 1926—1928  рр. за Нью-Йорк Янкіз.[10]
- Нестор Чулак, Зал слави американської Ліги ампайр.[11]
- Актриса Патрісія Кроулі, зірка численних фільмів і телевізійних серіалів , будь ласка, не їж маргаритки[12]
- Майкл Джей Метрінко, провів 444 роки заручником у Тегерані  (Іран) у 1979 році.[13]

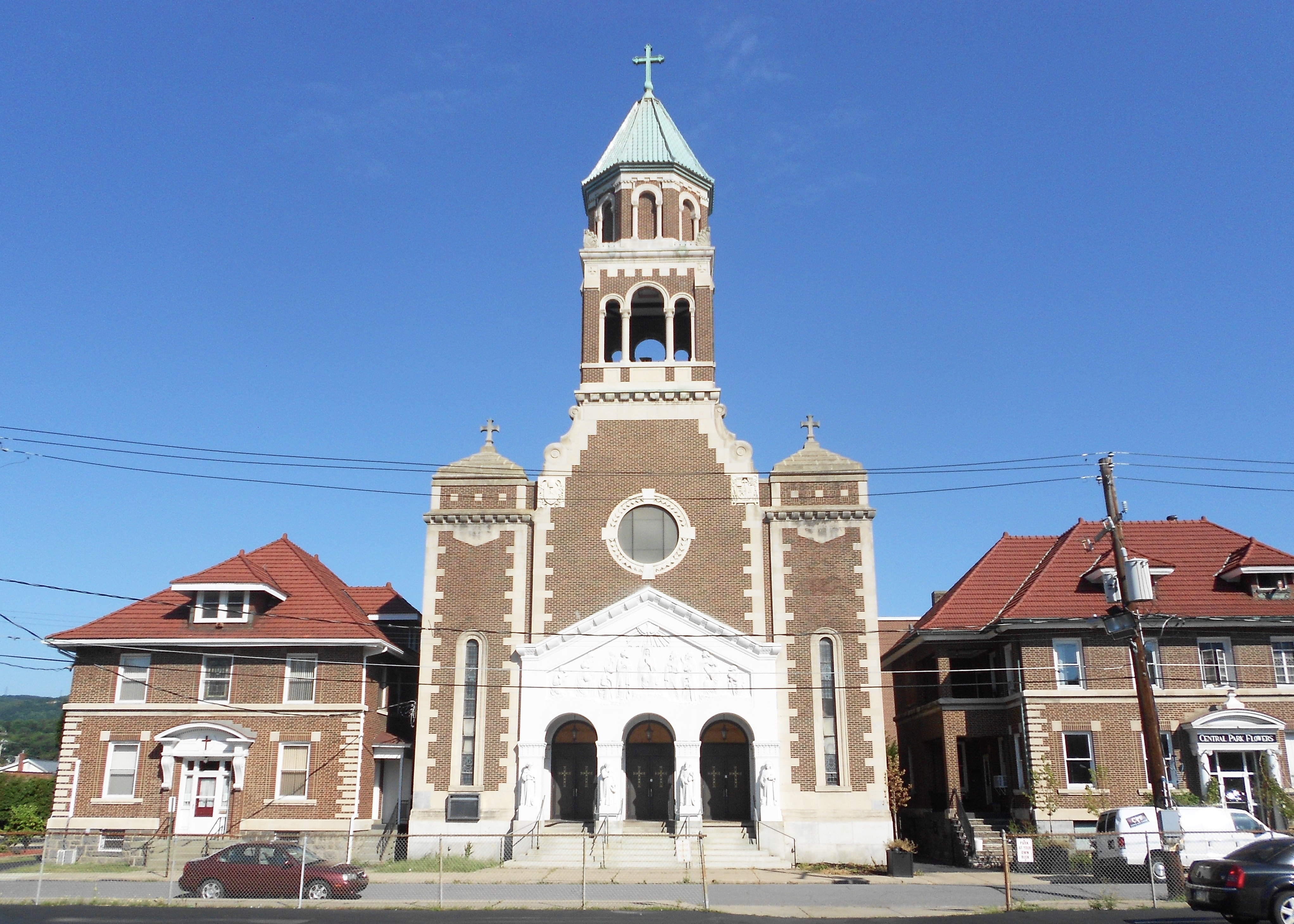
Католицька церква Святого Духу на Віллоу Стріт
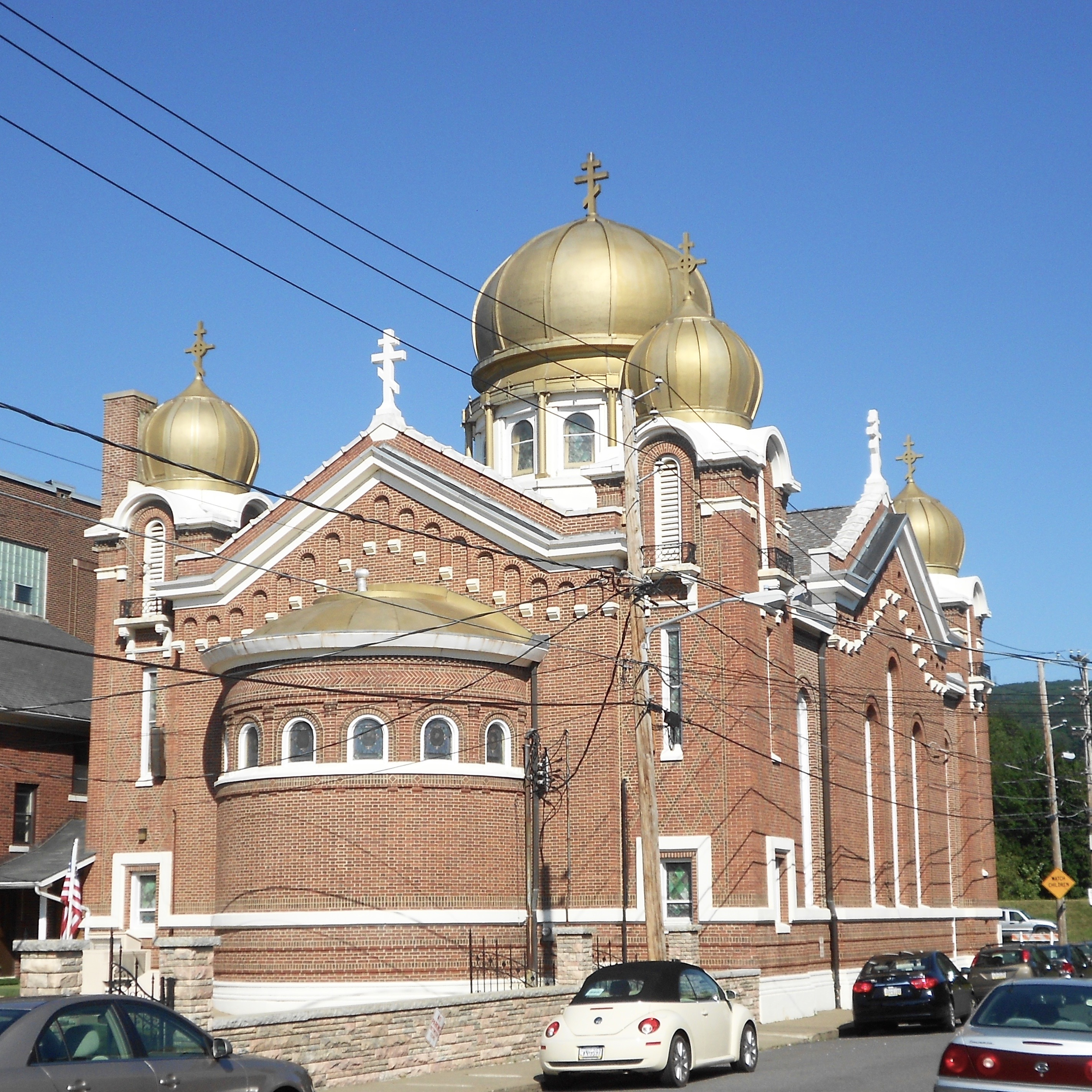
Українська греко-католицька церкви Святих Кирила та Мефодія
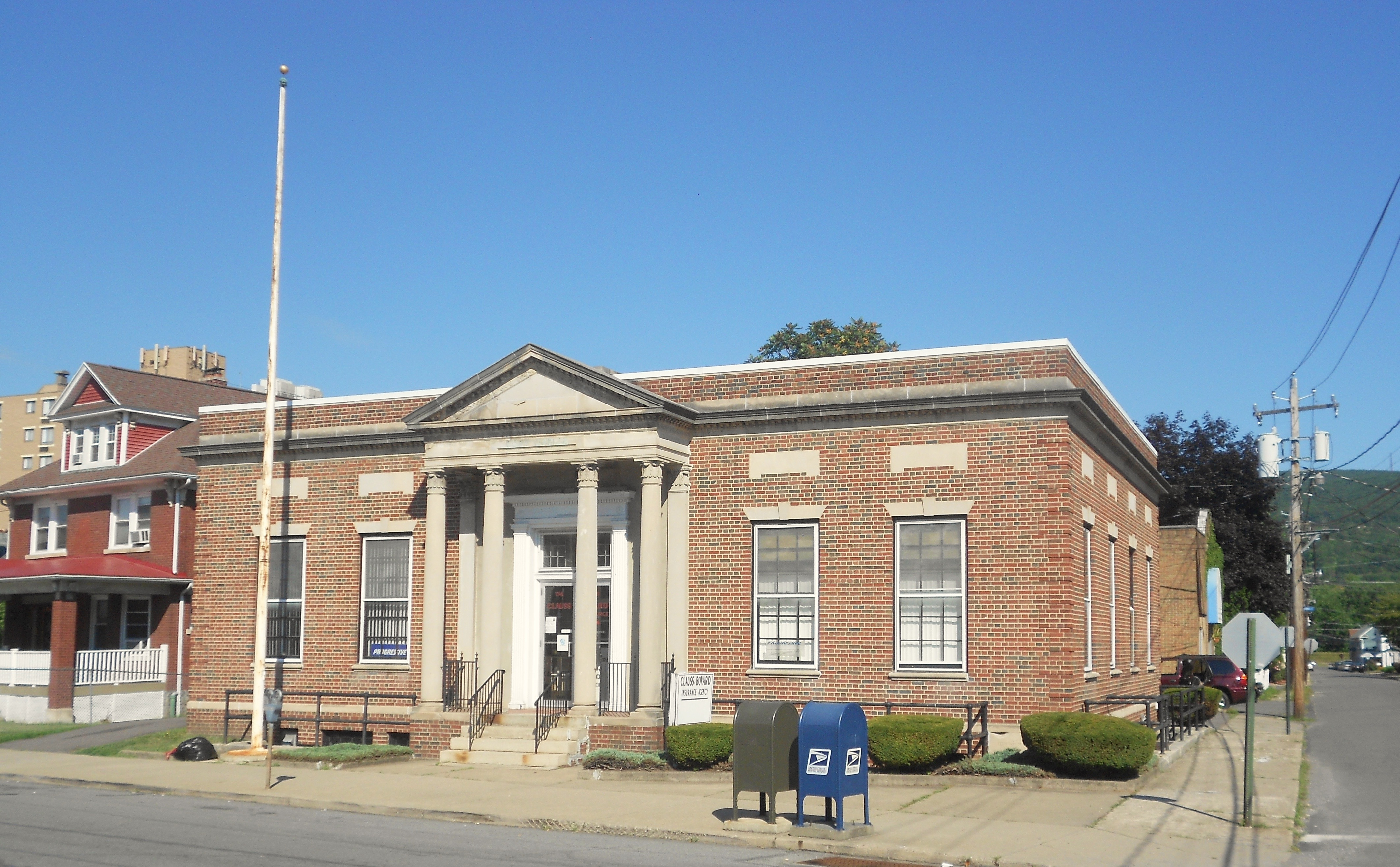
Колишнє поштове відділення